# Zalizne, Vasîlkiv
Zalizne (în ucraineană Залізне) este un sat în comuna Krușînka din raionul Vasîlkiv, regiunea Kiev, Ucraina.

## Demografie
Componența lingvistică a localității Zalizne
     Ucraineană (96,25%)
     Rusă (3,22%)
     Alte limbi (0,27%)
Conform recensământului din 2001, majoritatea populației localității Zalizne era vorbitoare de ucraineană (96,25%), existând în minoritate și vorbitori de rusă (3,22%).